# Dicyrtoma palmata
Dicyrtoma palmata är en urinsektsart som först beskrevs av James P. Folsom 1902.  Dicyrtoma palmata ingår i släktet Dicyrtoma och familjen Dicyrtomidae. Inga underarter finns listade i Catalogue of Life.